# إدوارد فرنسيس (سياسي)
إدوارد فرنسيس (بالإنجليزية: Edward Holman)‏ هو سياسي أسترالي، ولد في 9 أغسطس 1904، وتوفي في 26 يوليو 1951. حزبياً، نشط في حزب العمال الأسترالي. وقد انتخب عضو الجمعية التشريعية لأستراليا الغربية.